# یوداسیتی

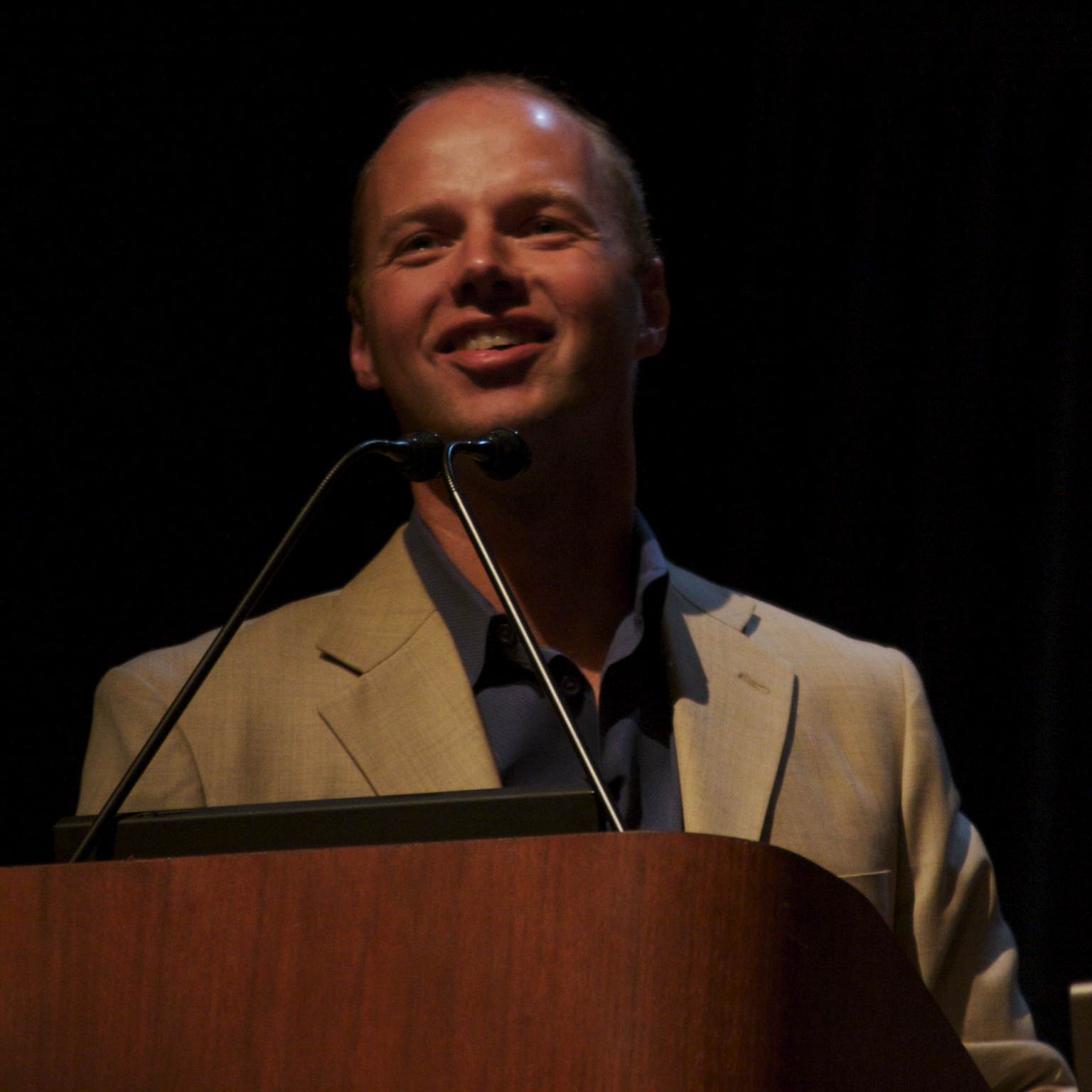
سباستین ترون، دانشیار علوم کامپیوتر در دانشگاه استنفورد سال ۲۰۰۶ میلادی.

یوداسیتی یک نهاد آموزشی است که به وسیلهٔ سباستین ترون، دیوید استیونس و مایک سوکولسکی جهت همگانی کردن آموزش تأسیس شده است. یوداسیتی با سرمایهٔ شخصی ۳۰۰ هزار دلاری سباستین ترون بنا نهاده شد. در مه ۲۰۱۲، یوداسیتی دارای شش دورهٔ آموزشی فعال می‌باشد.

## دوره‌های آموزشی
نخستین دوره‌های یوداسیتی که اولین بار در ۲۰ فوریه ۲۰۱۲ ارائه شده‌اند، شامل این عناوین بودند: «CS101: ساخت یک موتور جستجو»، مدرس: دیو ایونس از دانشگاه ویرجینیا و «CS373: برنامه‌نویسی یک خودروی رباتیک»، مدرس: سباستین ترون. در هر دوی این دوره‌ها جهت آموزش از زبان برنامه‌نویسی پایتون استفاده شده است.

### لیست دوره‌های ارائه شده
- CS101: ساخت یک موتور جستجو[۱]
- CS212: طراحی برنامه‌های رایانه‌ای[۲]
- CS253: مهندسی برنامه‌های کاربردی وب[۳]
- CS262: زبان‌های برنامه‌نویسی[۴]
- CS373: برنامه‌نویسی یک خودروی رباتیک[۵]
- CS387: کاربردهای رمزنگاری[۶]